# Pediobius foveolatus
Pediobius foveolatus är en stekelart som först beskrevs av Crawford 1912.  Pediobius foveolatus ingår i släktet Pediobius och familjen finglanssteklar. Inga underarter finns listade i Catalogue of Life.